# Riccardo Talarini
Riccardo Talarini (Parabiago, 14 settembre 1942) è un allenatore di calcio ed ex calciatore italiano, di ruolo difensore.

## Caratteristiche tecniche
Giocava come stopper; pur avendo una tecnica abbastanza limitata, era noto soprattutto per la grinta, le ottime doti in marcatura e l'abilità nel recuperare palla.

## Carriera

### Giocatore
Esordisce a livello professionistico nella stagione 1962-1963 con la maglia del Legnano in Serie C; dopo le 2 presenze di questa stagione, la prima delle quali il 26 maggio 1963 contro la Cremonese, nella stagione 1963-1964 disputa una partita, sempre in terza serie. Nella stagione 1964-1965 continua a giocare con i lombardi, con cui disputa altri 3 incontri; a partire dalla stagione 1965-1966 inizia a giocare stabilmente da titolare, collezionando 31 partite senza mai segnare in Serie C. Nella stagione 1966-1967 e nella stagione 1967-1968 gioca tutte e 34 le partite in programma nel campionato di terza serie, mentre nel corso della stagione 1968-1969 segna il suo primo gol in carriera, con un colpo di testa in una partita persa per 3-1 sul campo della Solbiatese.
L'anno successivo gioca invece 35 partite di campionato senza mai segnare, mentre nella stagione 1970-1971 gioca 36 partite e segna il suo secondo ed ultimo gol in carriera con una mezza rovesciata che consentì ai Lilla di vincere per 2-1 sul campo del Verbania. In questi anni diventa anche capitano della squadra, ruolo che ricoprirà fino a fine carriera. Continua a giocare in Serie C con la maglia del legnano fino al termine della stagione 1974-1975, nella quale la squadra lombarda chiude il campionato al ventesimo posto in classifica retrocedendo così nel successivo campionato di Serie D. A partire dalla stagione 1975-1976 fino al termine della stagione 1977-1978 gioca quindi nel massimo campionato dilettantistico, ritirandosi nel 1978 al termine del campionato chiuso dal Legnano al secondo posto in classifica e con la promozione nel nascente campionato di Serie C2.
Con il Legnano ha segnato 2 gol e giocato complessivamente 401 partite (317 in Serie C e 83 in Serie D), che fanno di lui il giocatore con più presenze in partite ufficiali nella storia della società.

### Allenatore
Subito dopo il ritiro ha allenato per alcuni anni la squadra juniores la Juniores del Legnano; in seguito ha allenato nei campionati regionali lombardi con vari club varesini (Travedona, Ispra, Castellanzese).
Dal 2004 al 2006 ha allenato l'Uboldese, per passare l'anno seguente al Parabiago in Prima Categoria; nella stagione 2009-2010 ha seduto sulla panchina della Castellanzese, squadra lombarda di Promozione che aveva allenato già la stagione precedente a partire dal 14 dicembre 2008 in Prima Categoria. Nella stagione 2013-2014 ha seduto sulla panchina degli Esordienti del Parabiago, squadra della sua città natale.

## Palmarès

### Allenatore

#### Competizioni regionali
- Prima Categoria: 1

Castellanzese: 2008-2009